# 成寿寺 (丰台区)
39°50′45″N 116°26′51″E / 39.84587399999999°N 116.447531°E
成寿寺，位于今北京市丰台区东南部，是一座汉传佛教寺院，现已毁。如今成寿寺是当地的地名。

## 简介
成寿寺位于丰台区东南部。《北京历代寺庙大观》载，成寿寺建于清朝康熙年间，是一处佛寺，其名取“神明住寿成道，成道住寿极远”之意。该寺共有三进院落，有正殿和配殿大约20多间。清朝后期该寺被毁，附近的村落以该寺而得名，
称“成寿寺村”。后来该村与附近的横道沟合成一个行政村，仍然沿称“成寿寺村”。
以成寿寺为名的除了成寿寺村，还有成寿寺路、北京地铁成寿寺站等等。